# Laccophilus fuscipennis
Laccophilus fuscipennis är en skalbaggsart som beskrevs av Sharp 1882. Laccophilus fuscipennis ingår i släktet Laccophilus och familjen dykare. Inga underarter finns listade i Catalogue of Life.